# 南華日報
《南華日報》是香港一份已停刊報紙，1930年2月1日創刊，報社地址在荷李活道49號，創報社長林柏生。立場親汪精衛陣營，親日反蔣介石。
1938年12月30日《南華日報》刊登汪精衛“艷電”，《南華日報》社長林柏生連續發表多篇社論唱和“和平運動”。其後《南華日報》的報社遭破壞。1939年1月17日，社長林柏生在皇后大道被砍傷。
香港日治時期，《南華日報》是仍然出版的五份中文報紙之一。1945年停刊。

## 現存
香港圖書館收藏《南華日報》縮微資料
- [館藏:1/11/1934-26/8/1944(不完整)][3]